# Nyctiophylax argentensis
Nyctiophylax argentensis är en nattsländeart som beskrevs av Malicky 1995. Nyctiophylax argentensis ingår i släktet Nyctiophylax och familjen fångstnätnattsländor. Inga underarter finns listade i Catalogue of Life.